# Малтви (Вашингтон)
Малтви (енгл. Maltby) насељено је место без административног статуса у америчкој савезној држави Вашингтон.

## Демографија
По попису из 2010. године број становника је 10.830, што је 2.563 (31,0%) становника више него 2000. године.
| Група             | 2000.         | 2010.         |
| Белци             | 7.673 (92,8%) | 9.696 (89,5%) |
| Афроамериканци    | 24 (0,3%)     | 43 (0,4%)     |
| Азијати           | 197 (2,4%)    | 387 (3,6%)    |
| Хиспаноамериканци | 176 (2,1%)    | 379 (3,5%)    |
| Укупно            | 8.267         | 10.830        |